# Grasulf I. Furlanski
Grasulf I (umrl po 571) je bil Alboinov brat, prvi lombardski kralj Italije in morda prvi vojvoda Furlanije. Grasulfov sin, Gisulf, je drugi kandidat za prvega vojvodo Furlanije. Pavel Diakon navaja Gisulfa, vendar nekateri zgodovinarji na to mesto postavljajo Grasulfa na podlagi diplomatskega pisma, ki ga navaja kot vojvodo. 
To pismo je napisal Gogo, frankovski majordom avstrazijskega dvora pod Sigebertom I in Childebert II, nekje med vzponom Goga na oblast leta 571 in njegovo smrtjo leta 581. Ni datirano in ne omenja kralja, ki mu je služil. Tradicionalno je bilo postavljeno v čas okoli leta njegove smrti (581), vendar pa alternativna rešitev, ki jo je predlagal Walter Goffart, postavlja že v leta 571 – 572 okoli Sigebertovega veleposlaništva v Carigradu. V njem Gogo poziva Grasulfa, naj se povezuje s Franki, da bi izgnali napadalce (verjetno Langobarde ali druge barbarske skupine) iz Italije v povezavi z bizantinskim cesarstvom in papeštvom. Veleposlaniki so v Avstraziji čakali na Grasulfov odgovor, če bi želel odložiti svoj odgovor cesarju. 
Medtem ko natančna lokacija sedeža oblasti Grasulfa ni znana, če je vladal, je pismo Goga dokaz, da je "furlanski dvor" sposoben ravnanja s prefinjenim cesarskim dopisovanjem manj kot desetletje po prihodu Lombardov na italijanska tla. 